# Кожедуб, Иван Никитович
Ива́н Ники́тович Кожеду́б (укр. Іван Микитович Кожедуб; 8 июня 1920, Ображиевка, Глуховский уезд, Черниговская губерния, УССР — 8 августа 1991, Москва, РСФСР, СССР) — советский военный лётчик и военачальник, маршал авиации (1985). Трижды Герой Советского Союза (1944, 1944, 1945). Депутат Верховного Совета СССР (1946—62), народный депутат СССР (1989—91).
Лётчик-ас времён Великой Отечественной войны, наиболее результативный лётчик-истребитель среди пилотов Антигитлеровской коалиции (64 победы).

## Биография
Родился в селе Ображиевка Глуховского уезда Черниговской губернии (ныне Шосткинского района Сумской области Украины) в семье крестьянина — церковного старосты. Украинец.
В 1934 году в родном селе окончил школу-семилетку, затем два года учился в школе рабочей молодёжи в городе Шостка и после её окончания в 1936 году поступил там же в химико-технологический техникум.
Первые шаги в авиации сделал, занимаясь в Шосткинском аэроклубе, куда поступил осенью 1938 года, одновременно продолжая учиться в техникуме. Аэроклуб он окончил осенью 1939 года, а вот окончить техникум уже не смог: за полгода до завершения срока обучения, в январе 1940 года, получил вызов в военное училище и стал военнослужащим Красной Армии, осенью того же года окончил Чугуевскую военную авиационную школу лётчиков, после чего продолжил в ней службу в должности инструктора.
После начала Великой Отечественной войны вместе с авиашколой был эвакуирован в Казахстан, в город Чимкент, где в должности инструктора занимался подготовкой лётчиков для фронта. 23 февраля 1942 года Кожедубу было присвоено звание старшего сержанта. В ноябре 1942 года откомандирован в 240-й истребительный авиационный полк 302-й истребительной авиационной дивизии (со 02.07.1944 14-я гвардейская истребительная авиационная дивизия), формировавшийся в Иваново. В марте 1943 года в составе дивизии вылетел на Воронежский фронт.
Первый воздушный бой был над своим аэродромом, один против четвёрки Мессершмиттов Bf-109 и шестёрки Bf-110, которые бомбили аэродром. Его Ла-5 был повреждён пушечной очередью Мессершмитта-109, бронеспинка спасла его от осколочно-фугасного снаряда, а в суматохе боя в самолёт попало 2 снаряда от своих зенитчиков. Кожедубу чудом удалось посадить сильно повреждённый истребитель между свежих воронок аэродрома. Самолёт не подлежал полному восстановлению, и лётчику пришлось летать на «остатках» — имеющихся в эскадрилье свободных самолётах. Вскоре его хотели забрать на пост оповещения, так как его самолёт был в ремонте, но командир полка заступился за него.
В начале лета 1943 года присвоено звание младшего лейтенанта, затем был назначен на должность заместителя командира эскадрильи. Вскоре после этого, 6 июля 1943 года на Курской дуге, во время сорокового боевого вылета, сбил свой первый немецкий самолёт-бомбардировщик Юнкерс Ю-87. На следующий день сбил второй, а 9 июля, выполнив в течение дня три боевых вылета, сбил 2 истребителя Bf-109. За эти воздушные победы он уже 22 июля 1943 года получил свою первую награду — орден Красного Знамени, а через несколько дней был назначен на должность командира эскадрильи. Первое звание Героя Советского Союза было присвоено (уже старшему лейтенанту) за 146 боевых вылетов и 20 сбитых самолётов противника. Указом Президиума Верховного Совета СССР «О присвоении звания Героя Советского Союза офицерскому составу военно-воздушных сил Красной Армии» от 4 февраля 1944 года за «образцовое выполнение боевых заданий командования на фронте борьбы с немецкими захватчиками и проявленные при этом отвагу и геройство» был удостоен звания Героя Советского Союза с вручением ордена Ленина и медали «Золотая Звезда».
С мая 1944 года воевал на Ла-5ФН (бортовой № 14), построенном на средства колхозника-пчеловода Сталинградской области В. В. Конева. В августе 1944 года, получив звание капитана, был назначен заместителем командира 176-го гвардейского полка и стал воевать на новом истребителе Ла-7. Второй медали «Золотая Звезда» удостоен 19 августа 1944 года за 256 боевых вылетов и 48 сбитых самолётов противника.
К концу войны гвардии майор И. Кожедуб летал на Ла-7, совершил 330 боевых вылетов, в 120 воздушных боях сбил 62 самолёта противника, среди них 17 пикирующих бомбардировщиков Ju-87, по 2 бомбардировщика Ju-88 и He-111, 16 истребителей Bf-109 и 21 Fw-190, 3 штурмовика Hs-129 и 1 реактивный истребитель Me-262.
Последний бой в Великую Отечественную войну, в котором он сбил 2 Fw-190, провёл 17 апреля 1945 года в небе над Берлином. Третью медаль «Золотая Звезда» получил 18 августа 1945 года за высокое воинское мастерство, личное мужество и отвагу, проявленную на фронтах войны. Был отличным стрелком и предпочитал открывать огонь на дистанции 200—300 метров, крайне редко сближаясь на меньшую дистанцию.
В автобиографии утверждает, что им в 1945 году были сбиты два американских самолёта P-51 «Мустанг» ВВС США, которые атаковали его, приняв за немецкий самолёт.
Ни разу не был сбит во время Великой Отечественной войны, и хотя его подбивали, он всегда сажал свой самолёт. На его счету также есть и первый в мире реактивный истребитель, немецкий Ме-262, который он сбил 19 февраля 1945 года, однако он не был первым, кому это удалось сделать — ещё 28 августа 1944 года один сбитый Me-262 был записан на счёт американских пилотов М. Кроя и Дж. Майерса.
По окончании войны продолжил службу в ВВС. В 1949 году окончил Краснознамённую Военно-воздушную академию. В это же время оставался действующим пилотом-истребителем, освоив в 1948 году реактивный МиГ-15.
Во время войны в Корее с апреля 1951 по январь 1952 года командовал 324-й истребительной авиационной дивизией в составе 64-го истребительного авиационного корпуса. За это время лётчики дивизии одержали 216 воздушных побед, потеряв всего 27 машин (9 пилотов погибло). Псевдоним во время боевых действий в составе группы советских военных специалистов в Корее — «Крылов».
В 1956 году окончил Высшую военную академию им. К. Е. Ворошилова. С июня 1962 по август 1963 года — командующий 76-й воздушной армией. В 1964—1971 годах — заместитель командующего ВВС Московского военного округа. С 1971 года служил в центральном аппарате ВВС, а с 1978 года — в Группе генеральных инспекторов Министерства Обороны СССР. В 1970 году присвоено звание генерал-полковника авиации, а в 1985 году — маршала авиации.
Избирался депутатом Верховного Совета СССР II—V созывов, народным депутатом СССР.
На III внеочередном Съезде народных депутатов в 1990 году зачитал «Обращение Героев Советского Союза, кавалеров орденов Славы трёх степеней к Съезду народных депутатов СССР», в котором выступил с резкой критикой против клеветнических нападок на вооружённые силы СССР, против унижения фронтовиков, говоря, что им приходится хуже, чем в 1960-е годы, призывал к наступлению на контрреволюционные силы.
Скончался 8 августа 1991 года. Похоронен на Новодевичьем кладбище в Москве.

## Семья
Жена Вероника Николаевна Кожедуб (1928 — 28 января 2001).
- дочь Наталья (4 января 1947 года —2002)[14].

- внук Василий (род. 12 января 1970 года), медик, работает в Москве.

- сын Никита (24 ноября 1952 года — 27 ноября 2002 года), подводник, капитан 3 ранга ВМФ СССР[16].

- внучка Анна (род. 6 августа 1982 года).

## Список воздушных побед

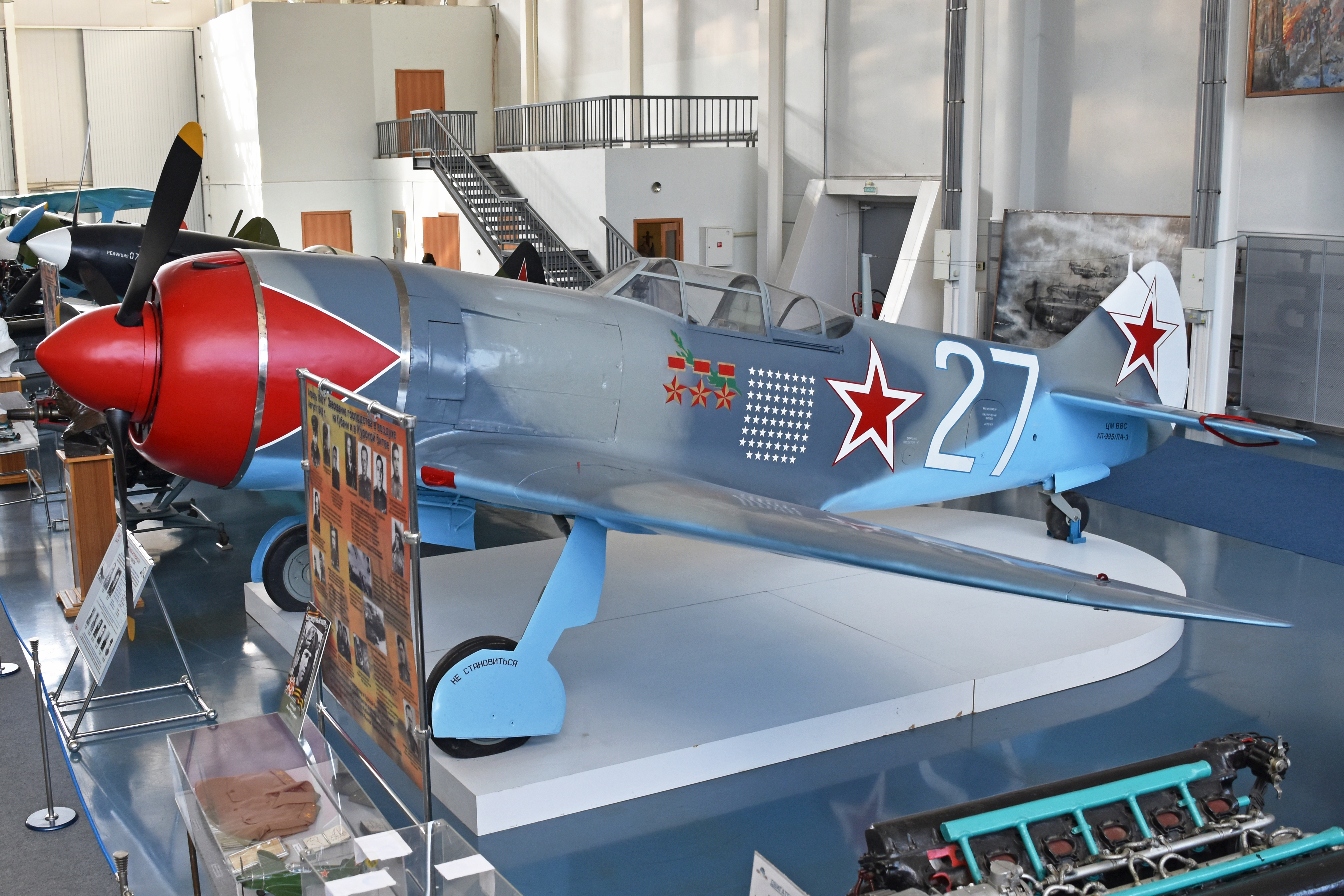
Истребитель Ла-7 И. Н. Кожедуба в Центральном музее авиации в Монино

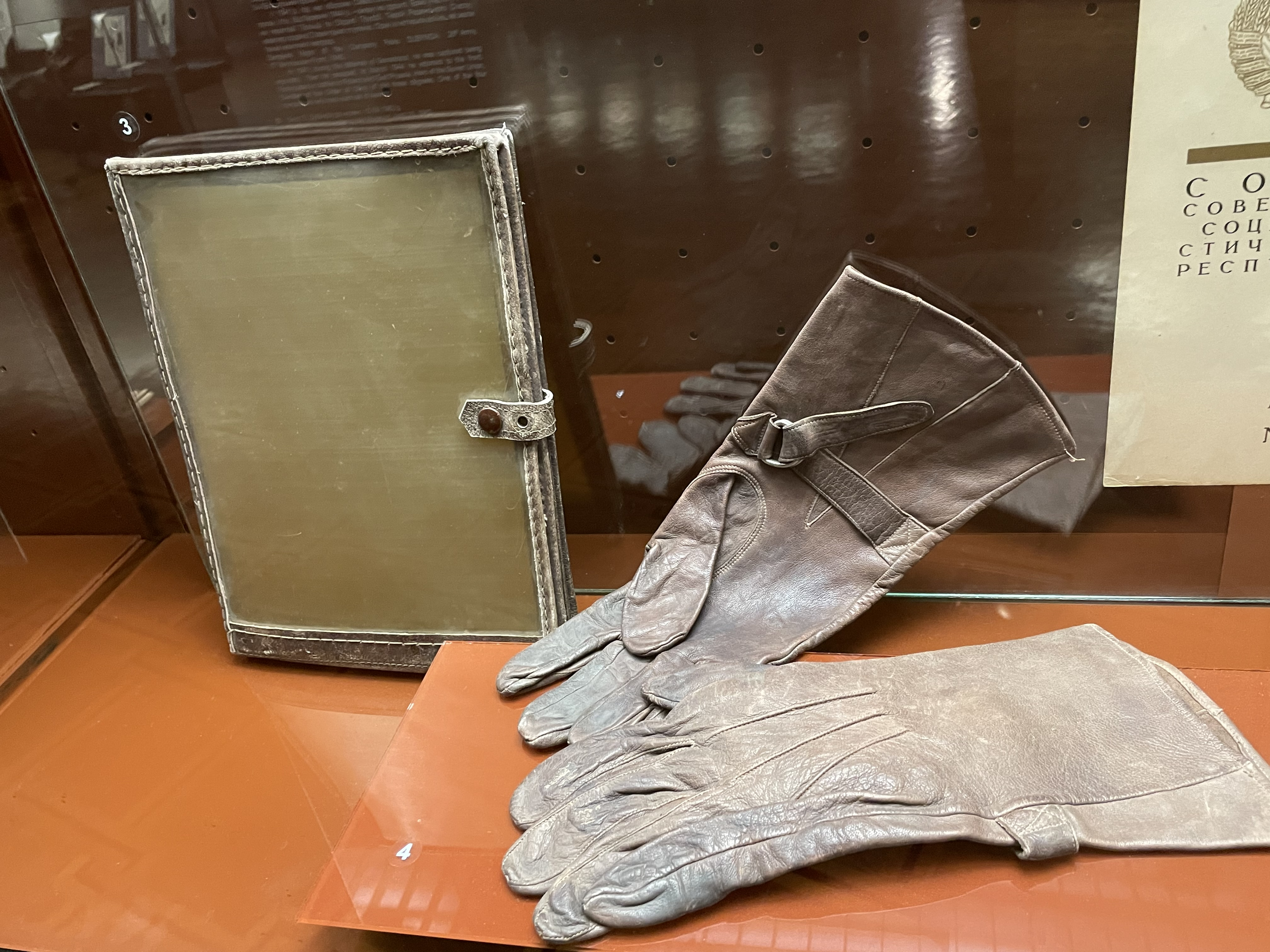
Планшет и лётные перчатки Ивана Кожедуба, 1940-е. Национальный музей истории Украины во Второй мировой войне, Киев

В официальной советской историографии итог боевой деятельности Кожедуба выглядит как 62 самолёта противника, сбитые лично. Однако недавние архивные исследования показали, что это число немного занижено — в наградных документах (откуда оно было взято) по неизвестным причинам отсутствуют две воздушные победы (8 июня 1944 — Ме-109 и 11 апреля 1944 — ПЗЛ-24, который был вычеркнут и заменён на Me-262), между тем как они были подтверждены и официально занесены на личный счёт лётчика.
| № п/п | Дата победы | Тип самолёта | Место победы                  |
| ----- | ----------- | ------------ | ----------------------------- |
| 1     | 06.07.1943  | Ю-87         | зап. Завидовка                |
| 2     | 07.07.1943  | Ю-87         | ст. Гостищево                 |
| 3     | 09.07.1943  | Ме-109       | Красная Поляна                |
| 4     | 09.07.1943  | Ме-109       | вост. Покровка                |
| 5     | 09.08.1943  | Ме-109       | Прелестный                    |
| 6     | 14.08.1943  | Ме-109       | Искровка                      |
| 7     | 14.08.1943  | Ме-109       | Коломна                       |
| 8     | 16.08.1943  | Ю-87         | Рогань                        |
| 9     | 22.08.1943  | ФВ-190       | Люботин                       |
| 10    | 09.09.1943  | Ме-109       | сев. Искровка                 |
| 11    | 30.09.1943  | Ю-87         | юго-зап. Бородаевка           |
| 12    | 01.10.1943  | Ю-87         | зап. Бородаевка               |
| 13    | 01.10.1943  | Ю-87         | зап. Бородаевка               |
| 14    | 02.10.1943  | Ме-109       | Плоское                       |
| 15    | 02.10.1943  | Ю-87         | Петровка                      |
| 16    | 02.10.1943  | Ю-87         | юго-зап. Андреевка            |
| 17    | 02.10.1943  | Ю-87         | юго-зап. Андреевка            |
| 18    | 04.10.1943  | Ме-109       | сев.-зап. Бородаевка          |
| 19    | 05.10.1943  | Ме-109       | юго-зап. Красный Кут          |
| 20    | 05.10.1943  | Ме-109       | зап. Куцеваловка              |
| 21    | 06.10.1943  | Ме-109       | Бородаевка                    |
| 22    | 10.10.1943  | Ме-109       | Днепрово-Каменка              |
| 23    | 12.10.1943  | Ю-87         | сев. Плоское                  |
| 24    | 12.10.1943  | Ме-109       | юж. Петровка                  |
| 25    | 12.10.1943  | Ю-87         | юж. Домоткань                 |
| 26    | 29.10.1943  | Ю-87         | Кривой Рог                    |
| 27    | 29.10.1943  | Хе-111       | зап. Будовка                  |
| 28    | 16.01.1944  | Ме-109       | Ново-Злынка                   |
| 29    | 30.01.1944  | Ме-109       | вост. Нечаевка                |
| 30    | 30.01.1944  | Ю-87         | зап. Липовка                  |
| 31    | 14.03.1944  | Ю-87         | Осиевка                       |
| 32    | 21.03.1944  | Ю-87         | Лебедин — Шпола               |
| 33    | 11.04.1944  | ПЗЛ-24       | Сырка                         |
| 34    | 19.04.1944  | Хе-111       | сев. Яссы                     |
| 35    | 28.04.1944  | Ю-87         | юго-вост. Вултуру             |
| 36    | 29.04.1944  | Хш-129       | Хорлешти                      |
| 37    | 29.04.1944  | Хш-129       | Хорлешти                      |
| 38    | 03.05.1944  | Ю-87         | Тыргу Фрумос — Думбрэвица     |
| 39    | 31.05.1944  | ФВ-190       | вост. Вултуру                 |
| 40    | 01.06.1944  | Ю-87         | Чужа Вода                     |
| 41    | 02.06.1944  | Хш-129       | зап. Стынка                   |
| 42    | 03.06.1944  | ФВ-190       | Редиу-Улуй — Тэтэр            |
| 43    | 03.06.1944  | ФВ-190       | Редиу-Улуй — Тэтэр            |
| 44    | 03.06.1944  | ФВ-190       | сев.-зап. Яссы                |
| 45    | 07.06.1944  | Ме-109       | Пырлица                       |
| 46    | 08.06.1944  | Ме-109       | Кырпицы                       |
| 47    | 22.09.1944  | ФВ-190       | сев.-зап. Стренчи             |
| 48    | 22.09.1944  | ФВ-190       | юго-зап. Рамниеки — Даксты    |
| 49    | 25.09.1944  | ФВ-190       | сев.-зап. Валмиера            |
| 50    | 16.01.1945  | ФВ-190       | юж. Студзяна                  |
| 51    | 10.02.1945  | ФВ-190       | сев.-зап. окр. аэродром Морин |
| 52    | 12.02.1945  | ФВ-190       | зап. Кинитц                   |
| 53    | 12.02.1945  | ФВ-190       | зап. Кинитц                   |
| 54    | 12.02.1945  | ФВ-190       | оз. Китцер-Зее                |
| 55    | 17.02.1945  | Ме-262       | вост. Альт-Фридлянд           |
| 56    | 19.02.1945  | Ме-109       | сев. Фюрстенфельде            |
| 57    | 11.03.1945  | ФВ-190       | сев. Брюнхен                  |
| 58    | 18.03.1945  | ФВ-190       | сев. Кюстрин                  |
| 59    | 18.03.1945  | ФВ-190       | сев.-зап. Кюстрин             |
| 60    | 22.03.1945  | ФВ-190       | сев. Зеелов                   |
| 61    | 22.03.1945  | ФВ-190       | вост. Гузов                   |
| 62    | 23.03.1945  | ФВ-190       | ст. Вербиг                    |
| 63    | 17.04.1945  | ФВ-190       | Врицен                        |
| 64    | 17.04.1945  | ФВ-190       | Кинитц                        |

Всего воздушных побед: 64+0
боевых вылетов — 330
воздушных боёв — 120

## Присвоение воинских званий
- Сержант (февраль 1941),
- Старший сержант (23.02.1942)[20],
- Младший лейтенант (15.05.1943),
- Лейтенант (05.08.1943),
- Старший лейтенант (10.11.1943),
- Капитан (24.04.1944),
- Майор (19.11.1944),
- Подполковник (20.01.1949),
- Полковник (03.01.1951),
- Генерал-майор авиации (03.08.1953),
- Генерал-лейтенант авиации (27.04.1962),
- Генерал-полковник авиации (29.04.1970),
- Маршал авиации (07.05.1985).

## Награды
СССР:

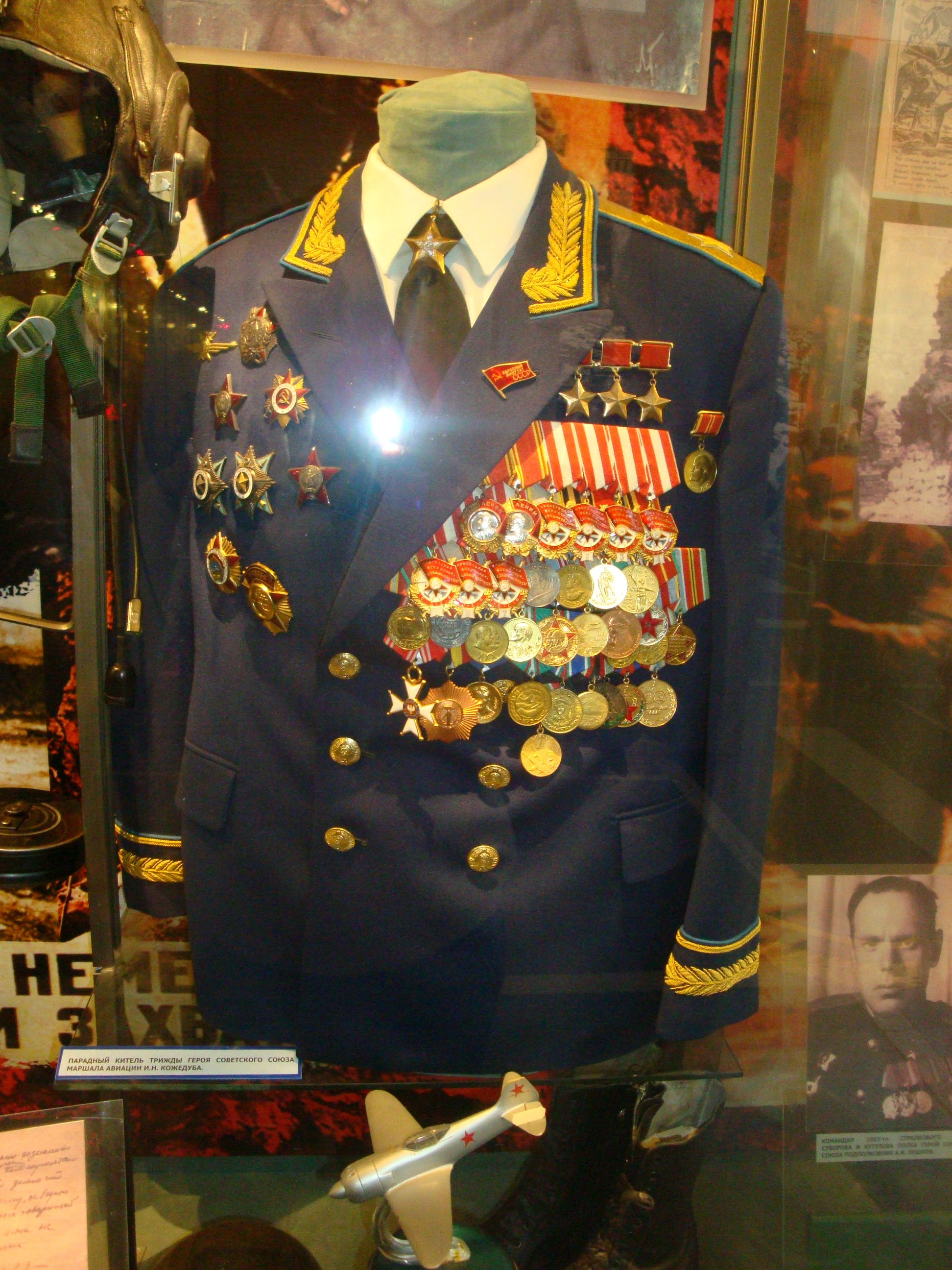
Парадный китель И. Н. Кожедуба с наградами в Центральном музее Вооружённых Сил в Москве

- Трижды Герой Советского Союза (04.02.1944, № 1472; 19.08.1944, № 36; 18.08.1945, № 3).
- Два ордена Ленина (04.02.1944; 21.02.1978).
- Семь орденов Красного Знамени (22.07.1943, № 52212; 30.09.1943, № 4567; 29.03.1945, № 4108; 29.06.1945, № 756; 02.06.1951, № 122; 22.02.1968, № 23; 26.06.1970, № 537483).
- Орден Александра Невского (31.07.1945, № 37500).
- Орден Отечественной войны I степени (06.04.1985).
- Два ордена Красной Звезды (04.06.1955; 26.10.1955).
- Орден «За службу Родине в Вооружённых Силах СССР» II степени (22.02.1990).
- Орден «За службу Родине в Вооружённых Силах СССР» III степени (30.04.1975).
- Медаль «За боевые заслуги» (1950).
- Другие медали СССР.

Иностранные:
- Орден Красного Знамени (МНР).
- Орден Заслуг перед Отечеством (ГДР, 8.05.1975).
- Орден Возрождения Польши IV класса (ПНР).
- Орден Свободы и Независимости I степени (КНДР).
- Орден Государственного флага I степени (КНДР).
- Медаль «100 лет со дня рождения Георгия Димитрова» (НРБ, 1982).
- Медаль «30 лет Болгарской народной армии» (НРБ, 1974).
- Медаль «30 лет Победы над фашистской Германией» (НРБ, 1975).
- Медаль «40 лет Победы над гитлеровским фашизмом» (НРБ, 1985).
- Медаль «40 лет освобождения Кореи» (КНДР).
- Медаль «30 лет Победы над милитаристской Японией» (МНР, 1976).
- Медаль «50 лет Монгольской Народной Армии» (МНР, 1971).
- Медаль «40 лет Халхин-Гольской Победы» (МНР, 1979).
- Медаль «60 лет Вооруженным силам МНР» (МНР, 1981).
- Медаль «20-я годовщина Революционных Вооружённых сил Кубы» (Куба, 1978).
- Медаль «30-я годовщина Революционных Вооружённых сил Кубы» (Куба, 1986).
- Медаль Братство по оружию (ПНР, 1988).

Звания:
- Почётный гражданин городов: Бельцы, Чугуев, Калуга, Купянск, Сумы и других.

## Память

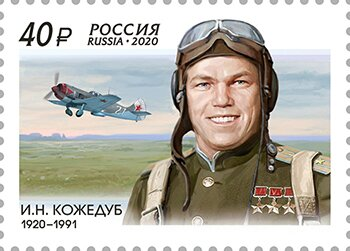
Почтовая марка России, посвящённая 100-летию со дня рождения И. Н. Кожедуба

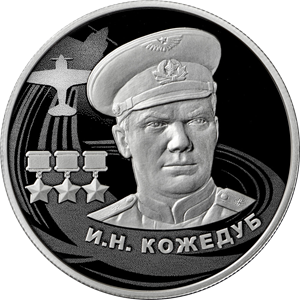
Монета Банка России. 2 рубля, серебро, 2022 год

- Бронзовый бюст Кожедуба установлен на родине в селе Ображиевка[21].
- Его Ла-7 (бортовой № 27) экспонируется в музее ВВС в Монино.
- Именем Кожедуба назван парк в городе Сумы (Украина) возле входа установлен памятник лётчику, а также улица на юго-востоке Москвы (улица Маршала Кожедуба). Также в его честь названы улицы в городах Усть-Каменогорск, Алма-Ата, Шымкент (Казахстан), Салават, Балашиха, Семилуки, Ангарск (Российская Федерация), Днепр, Чугуев (Украина), Могилёв и Рогачёв (Белоруссия).
- Имя Кожедуба носит Центр показа авиационной техники, расположенный в Кубинке. На территории центра установлены мемориальная доска и бюст[22].
- Имя Кожедуба носит Харьковский национальный университет Воздушных Сил (бывш. ХВВАУЛ, ХИЛ, ХВУ), а также Шосткинский химико-технологический колледж. 12 ноября 2010 года территории Харьковского университета Воздушных Сил был установлен памятник Кожедубу.
- 8 мая 2010 года памятник Кожедубу открыт в парке Вечной Славы в Киеве.
- 8 июня 2010 года в городе Шостка в ознаменование 90-летия Кожедуба был установлен бюст возле музея Ивана Кожедуба.
- О Кожедубе снят документальный фильм «Тайны века. Две войны Ивана Кожедуба».
- В 2010 году Украина праздновала на государственном уровне 90-летие со дня рождения героя[23]. Тогда же была выпущена памятная монета, посвящённая Ивану Кожедубу.
- В 2022 году Банк России в серии «Герои Великой Отечественной войны 1941—1945 гг.» выпустил серебряную монету, номиналом 2 рубля, посвященную И. Н. Кожедубу.
- Именем Ивана Кожедуба назван скорый поезд № 118/117 сообщением Сумы — Москва.
- Именем Ивана Кожедуба назван пионерский лагерь в Московской области (Одинцовский р-н, под Кубинкой).
- Именем Ивана Кожедуба названа школа № 59 в посёлке Мулино (Нижегородская область).
- Макет самолёта Ла-5, на котором совершил первый вылет с Уразовского аэродрома во время войны Иван Кожедуб, был открыт в мае 1988 года в Белгородской области.
- Именем Ивана Кожедуба назван самолёт компании Аэрофлот Sukhoi Superjet RRJ-95.
- На аэродроме Ермолино, в рамках всероссийского патриотического проекта «Аллея Российской Славы» установлен бюст Ивана Кожедуба.
- В деревне Агалатово (Ленинградская область, Всеволожский район) в Парке Авиаторов установлен памятник И. Н. Кожедубу.

Памятник в Киеве (Украина)
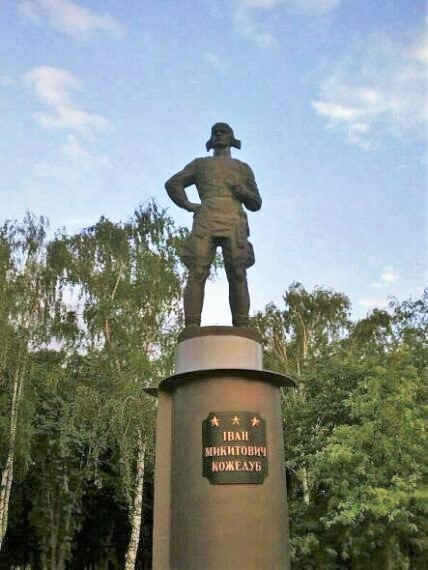
Памятник в городе Сумы (скульптор О. Прокопчук)
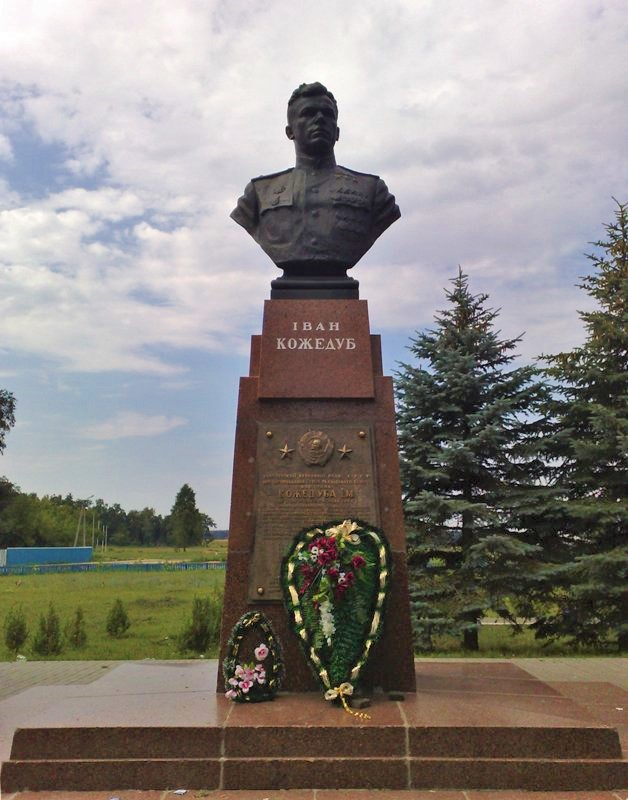
Памятник в селе Ображиевка
Памятник на Новодевичьем кладбище в Москве

## Фильмография
- Тайны века. Две войны Ивана Кожедуба — документальный биографический фильм с игровыми реконструкциями, посвящённый 90-летию Ивана Никитовича Кожедуба.